# Unstruttal (Turyngia)
Unstruttal – miejscowość i gmina w Niemczech, w kraju związkowym Turyngia, w powiecie Unstrut-Hainich.
1 stycznia 2023 do gminy przyłączono dzielnice (Ortsteil) Dörna oraz Lengefeld, pochodzące ze zlikwidowanej gminy Anrode oraz dzielnicę Zaunröden ze zlikwidowanej gminy Dünwald. W tym samym dniu przyłączono do Unstruttalu również gminę Menteroda, która stała się również jego dzielnicą (Ortsteil).